# Angelo Varetto
Angelo Varetto (Torí, 10 d'octubre de 1910 - Milà, 8 d'octubre de 2001) va ser un ciclista italià que fou professional entre 1934 i 1938.
Durant la seva carrera esportiva sols aconseguí un èxit d'alt nivell, la Milà-Sanremo de 1936.

## Palmarès
- 1935
  - 1r a l'Asti-Ceriale
- 1936
  - 1r a la Milà-Sanremo
  - 1r a la Copa Caldirola